# Malalt d'amor
Malalt d'amor (títol original: Lovesick) és una comèdia romàntica americana escrita i dirigida per Marshall Brickman, i estrenada l'any 1983. Ha estat doblada al català.

## Argument
Un psiquiatre, casat però tímid de naturalesa, enamora d'una de les seves pacients. La ment de Sigmund Freud ve al seu auxili, i l'ajuda a seduir-la.

## Repartiment
- Dudley Moore: Saul Benjamin
- Elizabeth McGovern: Chloe Allen
- Alec Guinness: Sigmund Freud
- Christine Baranski: Pacient nimfòmana
- Gene Saks: Pacient exasperat
- Renée Taylor: la Sra. Mondragon
- Kent Broadhurst: Pacient Gay
- Wallace Shawn: Otto Jaffe
- Suzanne Barrie: dona de O. Jaffe
- Anna Berger: Analista
- Otto Bettmann: Dr. Waxman
- Mark Blum: Murphy
- Amalie Collier: criada
- Sòl Frieder: Analista
- Ann Gillespie: Actriu
- Merwin Goldsmith: Analista
- John Huston: Dr. Larry Geller
- Stefan Schnabel: Dr. Gunnar Bergsen